# Brigata marina "San Marco"
La Brigata Marina "San Marco" è una grande unità anfibia, ossia di fanteria di marina, della Marina Militare costituita il 1º marzo 2013, con la riorganizzazione della Forza da Sbarco della Marina. Riprende le tradizioni della prima "Brigata Marina" costituita dalla Regia Marina nel 1915.
Ha il suo comando a Brindisi.
È inquadrata nella componente anfibia interforze Forza di proiezione dal mare, il cui comandante è lo stesso contrammiraglio comandante della Brigata Marina San Marco.

## Storia

### Il reggimento
Il 26 gennaio 1815 il Reggimento "La Marina" del Regno di Sardegna (costituito nel 1717) venne ampliato, diventando Brigata di Marina: al reggimento di marinai si aggiungeva un reggimento di fanteria. Con questa composizione, la formazione partecipò nel 1848 alla prima guerra di indipendenza, rendendosi onore nelle battaglie di Novara, Goito, Pastrengo e Peschiera, e poi sciolta.
Ricostituito come reggimento nel 1861 nella Regia Marina, partecipò alla battaglia di Lissa e fu poi soppresso come arma nel 1878, per volere dell'ammiraglio Benedetto Brin.
Unità di fanteria di marina furono protagoniste della prima missione militare di coalizione all'estero, nel 1900 in un Corpo di spedizione italiano in Cina.
Nel corso della guerra italo-turca due reggimenti di fanteria di marina del Corpo delle Forze da Sbarco della Regia marina nell'ottobre 1911 sbarcarono a Tripoli in Tripolitania. Questo portò alla consegna della bandiera di guerra al reparto e della Medaglia d'Oro al Valor Militare.

### La nascita della Brigata
La prima "Brigata Marina" venne costituita dalla Regia Marina nel 1915, in via non ufficiale, all'inizio della prima guerra mondiale. Il corpo era composto da un reggimento di tre battaglioni di fucilieri (poi aumentati a cinque), e da un'unità di artiglieria. La Brigata non essendo costituita ufficialmente, non era dotata di bandiera di combattimento. La Brigata, inserita nei ranghi della 3ª Armata del duca d'Aosta, fu impegnata nella difesa di Venezia, città che subì diversi attacchi dagli austriaci con assalti via mare e via terra. Vista l'importanza strategica della città, e il grande pericolo che correva, vennero raccolti alla difesa tutti i marinai distaccati nella zona di Venezia, per costituire una brigata di fucilieri di marina, che mantenne il nome di "Brigata Marina". 

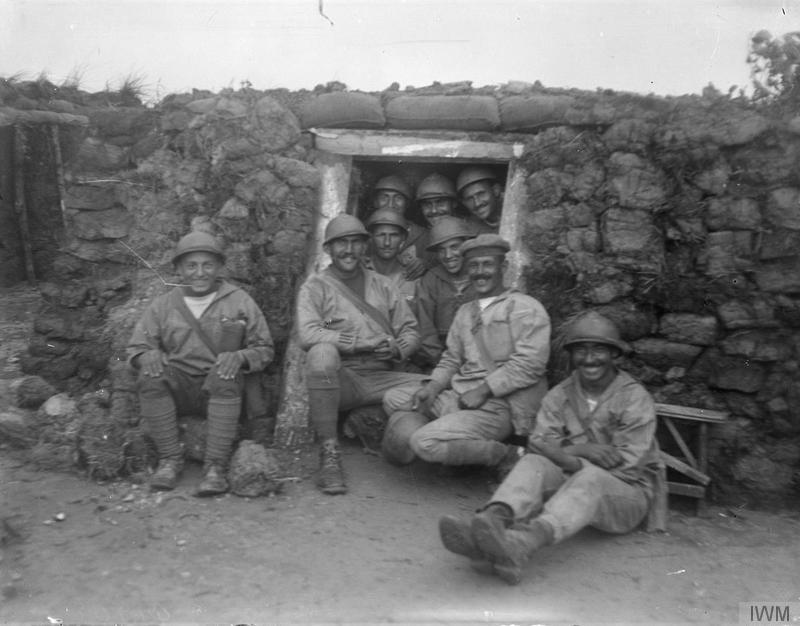
Fanti di marina sul fronte del Piave

Combatté anche sul fronte del Piave, con il Reggimento Marinai sul Piave.
Con la fine del conflitto, vennero riconosciuti i meriti della Brigata Marina, che nel 1918 ricevette finalmente la bandiera di guerra.
A partire dal 17 marzo 1919, con decreto di Vittorio Emanuele III di Savoia la Brigata fu costituita come Reparto di Fanteria di Marina, e il successivo 25 marzo il reparto ebbe il nome di San Marco, patrono della città di Venezia, con la forza di "Reggimento".
Nel 1925 il reggimento San Marco fu impiegato in Cina, nel 1936 durante la guerra d'Etiopia e nel 1939 nell'invasione dell'Albania.
Durante la seconda guerra mondiale operò in particolare sul fronte del Nord Africa, giungendo nel gennaio 1943 alla forza di sette battaglioni. Ebbe un ruolo di primo piano nella difesa di Tobruk, e al termine delle operazioni in Nord Africa si arrese in Tunisia un giorno dopo gli alleati tedeschi. Nel 1944 il Regno d'Italia, che operava dal Sud Italia e che per questo veniva chiamato "Regno del Sud", ricostituì il Reggimento San Marco con volontari della Regia Marina. Il primo battaglione operativo (battaglione "Bafile") entrò in linea sul fronte di Cassino al fianco degli Alleati la domenica di Pasqua 9 aprile 1944. Presidiò la prima linea a Valvori, sul Monte Cicurro e nella valle dell'Ancina, occupando inoltre il "Mulino del Vado d'Acqua" per impedire che venisse usato per il tiro dei mortai nemici e controllando la "terra di nessuno" fra i due opposti schieramenti con un'intensa attività di pattugliamento notturno. Rimase sul fronte di Cassino fino al 28 maggio, ed ebbe in questi 50 giorni 21 caduti, 38 feriti e 8 dispersi. Subito dopo entrò a far parte del neonato "Corpo Italiano di Liberazione" (CIL) con cui operò al fianco degli Alleati fino alla fine della guerra, distinguendosi in particolare nei fatti d'arme di Filottrano, Corinaldo, Belvedere Ostrense. Sempre nel 1944, nella RSI, fu costituita la 3ª Divisione fanteria di marina San Marco.

### Il raggruppamento
Nel dopoguerra fu ricostituito dalla Marina Militare nel 1964 come battaglione e la sede trasferita a Taranto, e prese parte alla prima missione all'estero dal dopoguerra, in Libano nel 1982. Dal 1991 il San Marco divenne reggimento e spostato a Brindisi, mentre viene costituito il Carlotto.
Nel 1995 nasce il "Raggruppamento anfibio San Marco" (GRUPANF) composto da due reggimenti: San Marco e Carlotto.
Il 23 novembre 1996 entra a far parte della forza da sbarco congiunta italo-spagnola, la SILF (Spanish Italian Landing Force), destinata ad operare nei teatri di combattimento internazionali per conto della NATO.
La SILF viene strutturata in forma di Brigata anfibia, composta da due reggimenti di manovra, di cui uno è il  "San Marco", da artiglierie e armi di supporto anticarro ed antiaeree, ricognitori e demolitori, genieri, elicotteri e supporto aereo, IFV e mezzi da combattimento o assalto.
Il 1º ottobre 1999 è stata creata la Forza da sbarco della Marina Militare, al comando di un contrammiraglio, di stanza a Brindisi, e sono stati inquadrati due reggimenti, il Reggimento "San Marco" e il Reggimento "Carlotto", entrambi comandati da un capitano di vascello.

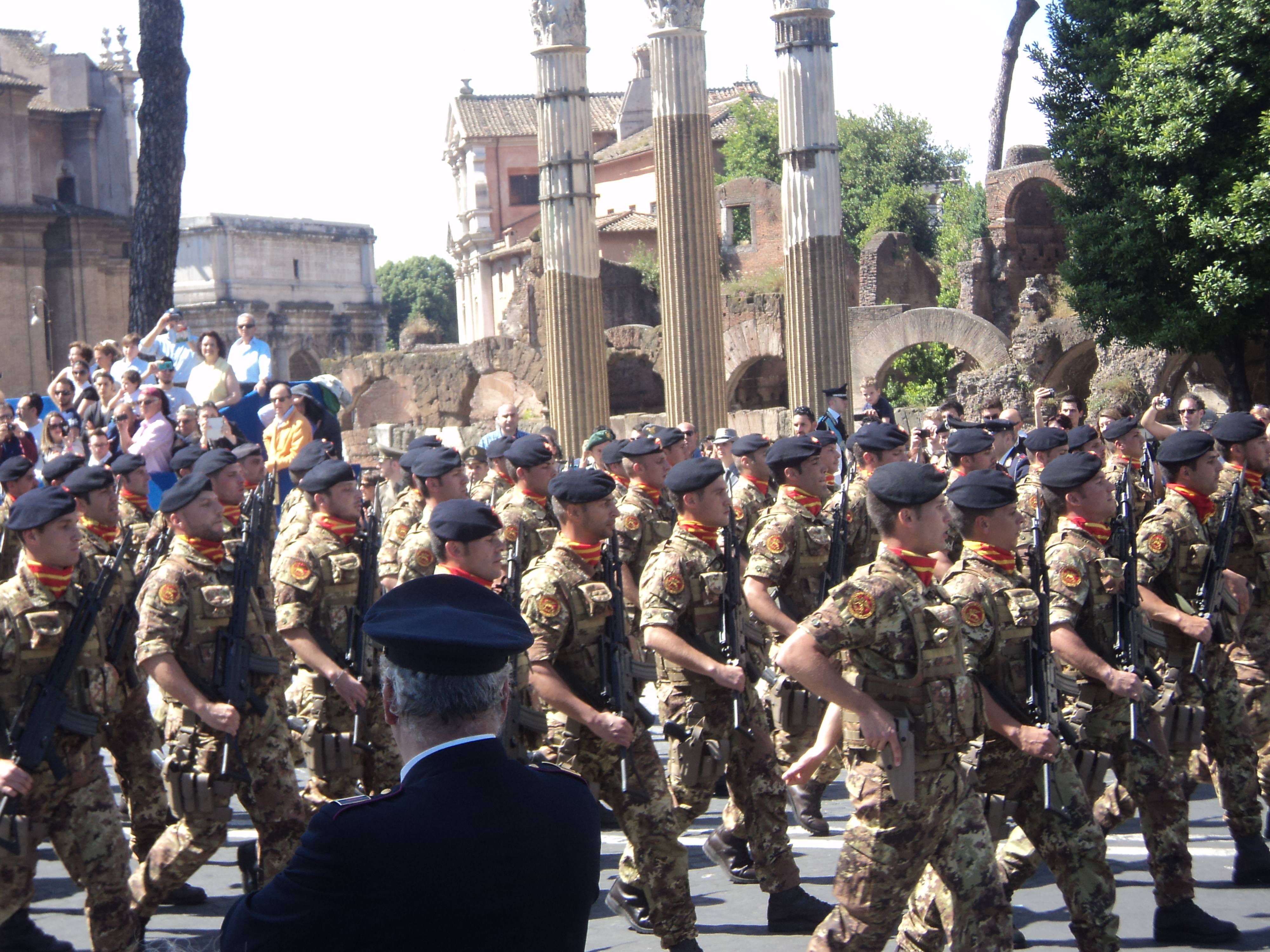
Fucilieri di marina della Brigata, in tenuta da combattimento, sfilano il 2 giugno 2013

Alle dipendenze anche il Gruppo mezzi da sbarco, comandato da un capitano di fregata, con a disposizione unità del tipo MEN, MDN e MTM.
Nel 2007 la forza da sbarco viene inquadrata nella interforze Forza di proiezione dal mare.

### La ricostituzione della Brigata Marina
Dal 1º marzo 2013, con una riconfigurazione e l'incorporamento del Servizio difesa installazioni, il raggruppamento è stata ridenominato Brigata Marina "San Marco", sempre con sede a Brindisi, ma basata su tre Reggimenti (1°, 2° e 3°) e un Battaglione Scuole, il "Caorle", prima all'interno del 3° Rgt, e autonomo dal 2015. Sempre nel 2015 la composizione della brigata è stata oggetto di un ulteriore processo di revisione organica, dettato dall’esperienza operativa, che ha portato alla costituzione all'interno del 1º Reggimento, pedina operativa dell'unità, di un secondo battaglione d'assalto.
La Brigata marina ammonta complessivamente a circa 3.800 fucilieri di marina.
Il Comando della Forza Anfibia (COMFORAN), alle dirette dipendenze del Comandante in Capo della Squadra Navale (CINCNAV) è il comando sovraordinato della brigata.

## Le unità

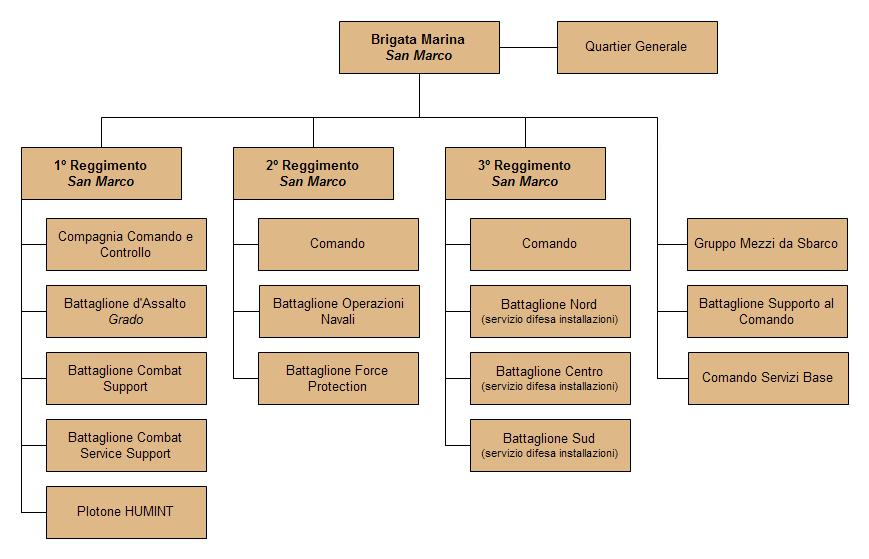
L'organizzazione della brigata

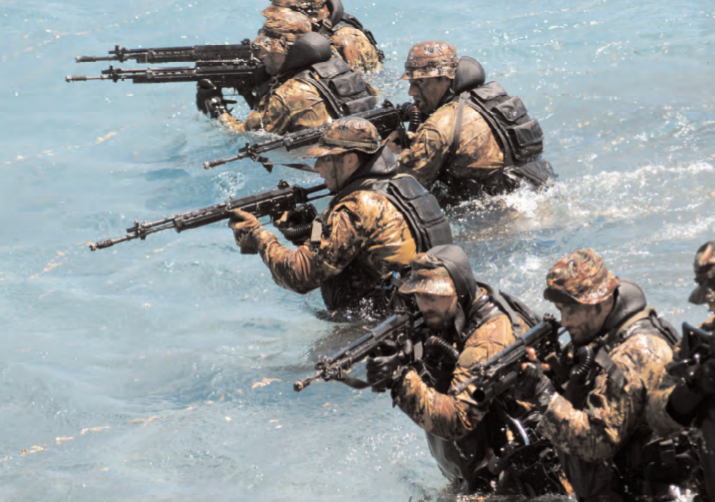
Operatori Recon del 1º Reggimento in addestramento

La Brigata Marina "San Marco"  è così costituita:
- Quartier generale di brigata[4]
- Comando di brigata[5]
- Battaglione supporto al comando, su:
  - Compagnia Recon/UDT[6]
  - Compagnia C4[7]
  - Compagnia supporto tecnico
- 1º Reggimento "San Marco"[8], su:
  - Reparto comando
    - Plotone guastatori
    - Plotone FHT[9]
    - Compagnia nuotatori paracadutisti
    - Compagnia comunicazioni
    - Compagnia C2 con nucleo ASE[10]
    - Due plotoni SALT[11]

  - 1º Battaglione Assalto "Grado"[12], su:
    - 1ª compagnia d'assalto
    - 2ª compagnia d'assalto
    - Compagnia armi di supporto

  - 2º Battaglione Assalto "Venezia"[13], su:
    - 3ª compagnia d'assalto
    - 4ª compagnia d'assalto
    - Compagnia armi di supporto

  - 3º Battaglione supporto logistico al combattimento "Golametto"[14], su:
    - Plotone supporto al comando
    - Compagnia logistica
    - Compagnia trasporti tattici
    - Compagnia sanità
- 2º Reggimento "San Marco"[15], su: 
  - Nucleo mobilità
  - Battaglione Operazioni Navali, su:
    - Due compagnie, ciascuna su dieci squadre navi

  - Battaglione interdizione e protezione, su:
    - Compagnia protezione delle forze, su dieci squadre
    - Compagnia protezione porti, su dieci squadre
- 3º Reggimento "San Marco"[16], su:
  - Battaglione SDI (Servizio difesa installazioni) Nord[17], su:
    - Compagnia SDI Liguria

  - Battaglione SDI Centro-Roma[18]
  - Battaglione SDI Sud[19], su:
    - Compagnia SDI Brindisi[20]
    - Compagnia SDI Taranto
    - Compagnia SDI Sicilia[21]

  - 1ª Compagnia di rappresentanza[22]
  - Compagnia Emergenze Nazionali
  - Nucleo cinofili
- Gruppo mezzi da sbarco della Marina Militare[23], su:
  - Sezione marinaresca
  - Sezione organizzazione spiaggia
  - Sezione propulsione e scafo
  - Nucleo mezzi da sbarco
  - Nucleo barchini
- Battaglione scuole "Caorle"[24], su:
  - Compagnia formazione
  - Compagnia abilitazione perfezionamento e specializzazione

## Comando

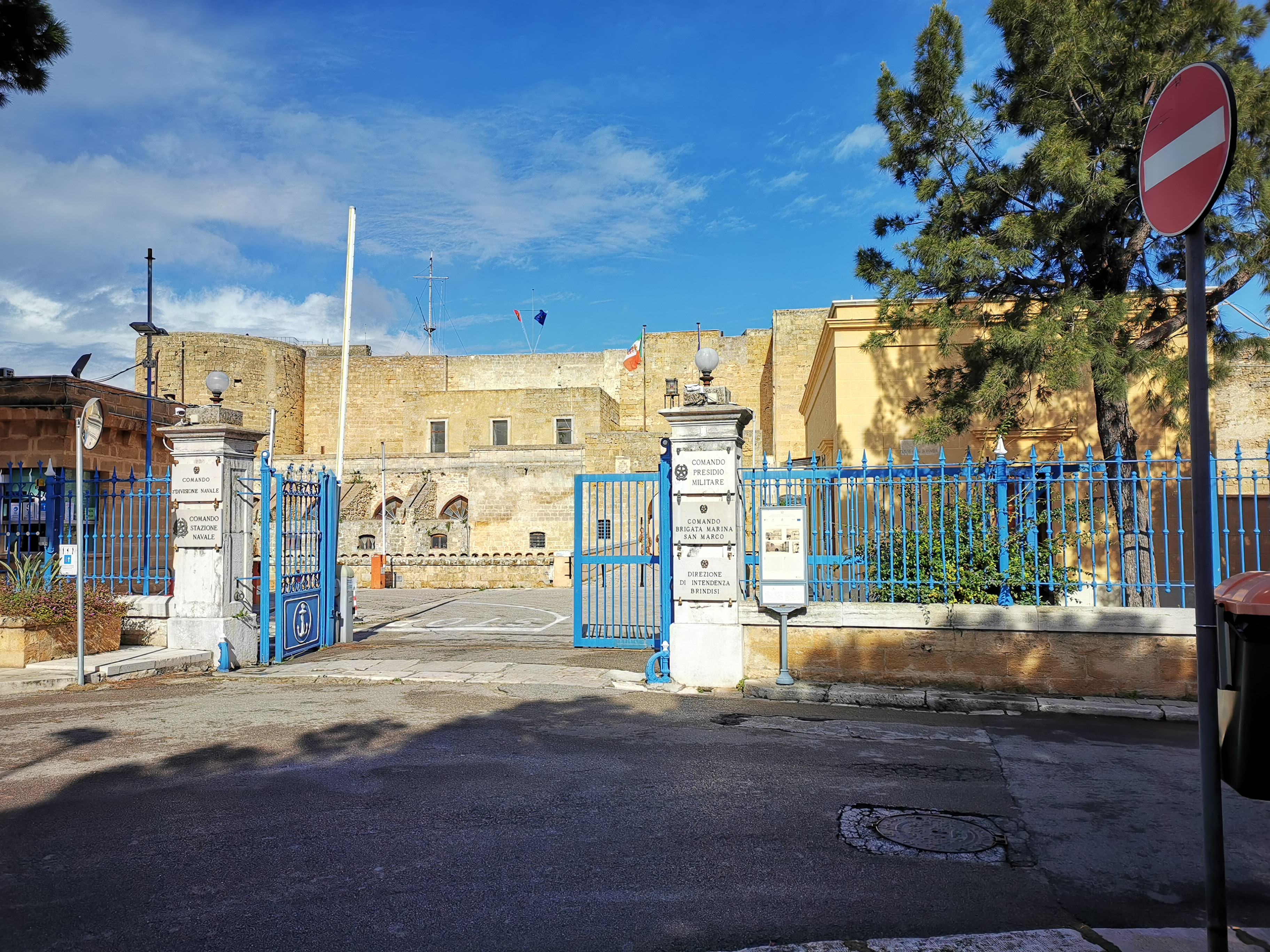
La sede del comando a Brindisi

Il comando è retto da un contrammiraglio, che dipende direttamente dal Comandante in Capo della Squadra Navale. Il comandante è anche al vertice dell'unità interforze Forza di proiezione dal mare.
Comandante della Brigata dal 20 aprile 2022 è il Contrammiraglio Massimiliano Giuseppe Grazioso, ufficiale comandante in possesso della specialità "Anfibia", brevetto conseguito a Quantico, nel Corpo dei Marines statunitensi.

### Cronotassi comandanti
- Contrammiraglio Pasquale Guerra (6 febbraio 2012 - 19 novembre 2014)[25]
- Contrammiraglio Rosario Walter Guerrisi (20 novembre 2014 - 2 ottobre 2016)[26]
- Contrammiraglio Cesare Bruno Petragnani (3 ottobre 2016 - 19 giugno 2020)
- Contrammiraglio Luca Anconelli (dal 20 giugno 2020 al 19 aprile 2022)[27]
- Contrammiraglio Massimiliano Giuseppe Grazioso dal 20 aprile 2022)[28]

## Mezzi navali
La brigata può contare oggi su tre navi da assalto anfibio LPD costruite da Fincantieri della classe San Giorgio: 
- San Giorgio (L 9892)
- San Marco (L 9893)
- San Giusto (L 9894), la più moderna, consegnata nel 1994.

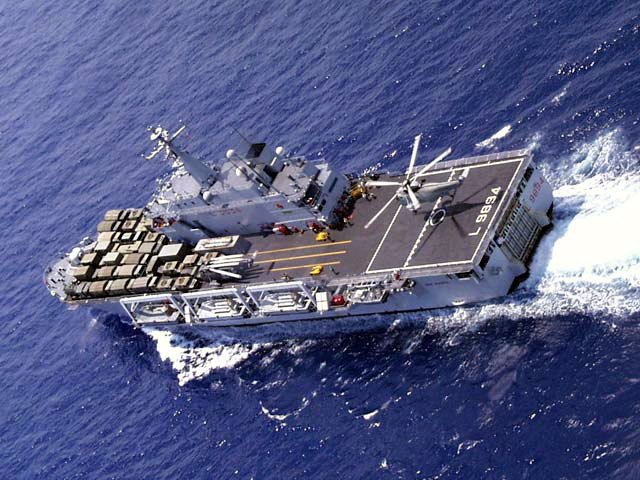
Il San Giusto nel 2005 durante l'esercitazione Sorbet Royal

Ogni nave può trasportare un intero battaglione di 300 uomini e 36 veicoli corazzati ed è inoltre dotata di una pista di atterraggio capace di ospitare tre elicotteri.
Fino al 1988 il compito era svolto da due obsolete navi di costruzione statunitense, la Grado e la Caorle, acquisite nel 1972, e prima ancora da due unità, sempre di origine statunitense, Etna e Anteo, acquisite nel 1962 che avevano affiancato le vecchie unità della classe Vesuvio e che nel loro compito erano state a loro volta affiancate dalla Andrea Bafile, altra unità proveniente dalla US Navy.
A poppa, le tre unità della classe San Giorgio ospitano un bacino allagabile, che immette direttamente sul mare e consente lo sbarco rapido dei veicoli anfibi.

### Mezzi nautici
- 9 mezzi da sbarco classe "MTM 217"
- 5 mezzi da sbarco classe "LCM" (GIS)
- 20 mezzi da sbarco classe "MTP 96" (MDN)

### Supporto aereo

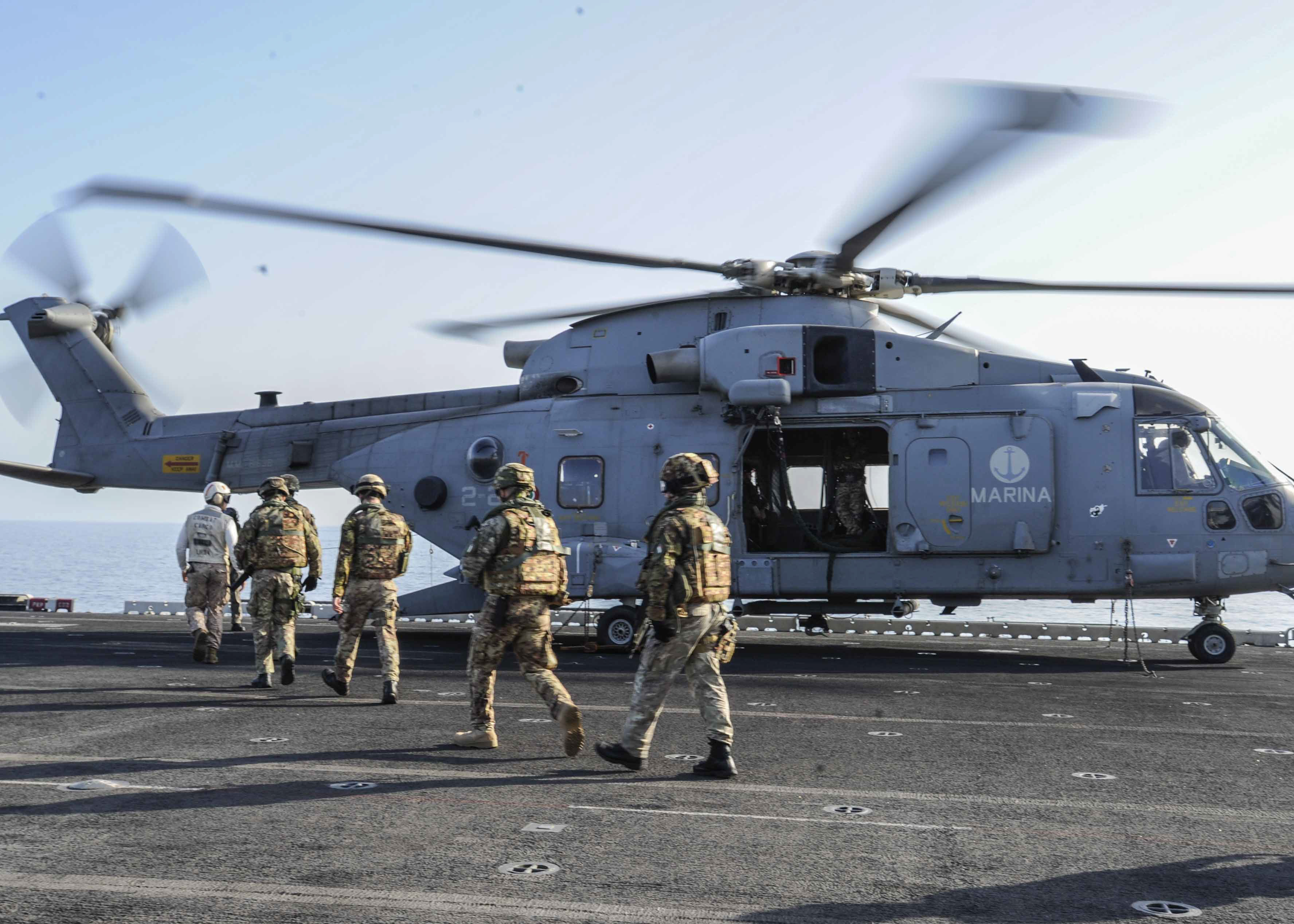
Fucilieri del "San Marco" stanno per salire su un EH-101 del Reparto Eliassalto

Per il supporto aereo il reggimento impiega elicotteri AgustaWestland EH-101 ASH / TTH e Agusta-Bell AB 212, raggruppati nel Nucleo Lotta Anfibia del 4º Gruppo Elicotteri, situato nella Stazione di Grottaglie dell'Aviazione Navale.
Gli aeromobili in dotazione hanno ricevuto opportune modifiche per questo compito. Gli elicotteri nella versione "eliassalto" per il supporto alle forze anfibie e alle forze speciali, sono privi di sensori radar, sonar e FLIR e sono equipaggiati di due mitragliatrici da 12,7 mm, due mitragliere brandeggiabili MG 42/59 lanciarazzi e sistema integrato di autoprotezione passivo (SIAP) e attivo, con sensori antimissile e sistema di lancio automatico di falsi bersagli radar (chaffs) e IR (flares) per la sopravvivenza in territorio ostile.
Sono entrati in linea, per sostituire progressivamente i AB 212, dieci NHIndustries NH90 nella versione da assalto marittimo (ASH).

## Mezzi ed equipaggiamenti

### Armamento
- Extrema Ratio Landing Force (coltello multiruolo amagnetico)
- Beretta 92FS (pistola semiautomatica 9mm)
- Heckler & Koch MP5A3 (pistola mitragliatrice 9mm)
- Beretta SC 70/90 (fucile d'assalto 5.56mm)
- Beretta ARX 160 (fucile d'assalto 5.56mm)
- Colt M4 (fucile d'assalto 5.56mm)*
- Heckler & Koch HK416 (fucile d'assalto 5.56mm)* (in dotazione alle unità recon)
- FN Minimi (mitragliatrice di squadra 5.56mm)
- MG 42/59 (mitragliatrice di squadra 7.62mm)
- Browning M-2HB (mitragliatrice pesante 12.7mm)
- Panzerfaust 3 (lanciarazzi)
- MILAN (sistema c/c a media gittata)
- BGM-71 TOW2 (sistema c/c a lunga gittata)
- FIM-92 Stinger (sistema antiaereo)
- Heckler & Koch MSG-90 (fucile di precisione 7.62mm)
- Accuracy International Arctic Warfare (fucile di precisione 7.62mm)
- Barrett M82 (fucile di precisione antimateriali 12.7mm)
- McMillan M-87 (fucile di precisione antimateriali 12.7mm)
- Mortaio Breda 81mm (mortaio 81mm)
- Mortaio Thomson 120-RT (mortaio rigato 120mm)

### Veicoli
Il supporto meccanizzato è fornito principalmente dai veicoli corazzati anfibi AAV-7A1, oltre che da altri veicoli leggeri. Gli AAV7 saranno presto sostituiti dal SuperAV Iveco.
Leggeri
- Iveco VM 90 Torpedo - trasporto truppe

Blindati
- VCC-1/VCC-2 - trasporto truppe
- M113 trasporto truppe
- Iveco VTLM Lince Veicolo Tattico Leggero Multiruolo
- Astra SM 44.31 ACTL - AutoCarro tattico

Anfibi
- AAV-7A1 - veicolo cingolato anfibio per il trasporto truppe

Aviazione
- Agusta-Bell AB 212
- AgustaWestland EH-101 ASH / TTH
- NHIndustries NH90 ASH

Mezzi nautici
- Landing Craft mechanized
- Mototrasporti personale

## Inno
L'Inno a San Marco, è l'inno delle Fanterie di Marina italiane, a partire dagli anni '30 del XX secolo. Il testo della canzone fu scritto da Mario Roselli Cecconi e musicato da Luigi Musso. L'inno venne presentato a S.A.R. il Duca D'Aosta come Marcia del Reggimento Marinai sul Piave e pubblicato originariamente con il titolo "Le Camicie Grigie", venne poi conosciuto e diffuso come "Inno del reggimento Marina "San Marco" dal 1932.

## Bandiera
Ha ereditato la bandiera di guerra dello storico Battaglione San Marco, di cui è tenutario il 1º Reggimento.
Ha anche una Bandiera colonnella, consegnata nel 1991 dal presidente Cossiga.